# Acrolophus euporia
Acrolophus euporia är en fjärilsart som beskrevs av Walsingham 1914. Acrolophus euporia ingår i släktet Acrolophus och familjen Acrolophidae. Inga underarter finns listade i Catalogue of Life.